# A halál két arca
A halál két arca (eredeti cím: Blowback) 2000-ben bemutatott kanadai–amerikai akcióthriller, melyet Mark L. Lester rendezett. A főszerepben Mario Van Peebles és James Remar látható.

## Cselekmény
Don Morell felügyelő (Mario Van Peebles) és társa a könyörtelen sorozatgyilkos, John Matthew Whitman (James Remar) nyomára bukkan annak külvárosi otthonában. A mélyen vallásos, eszelős férfi épp újabb áldozatát kínozza a pincében, amikor a két rendőr utoléri. Whitman azonban megöli Morell társát, majd a felügyelőt is sikerül elkapnia. Ám Morell szembe száll vele, és végül elfogja a gyilkost.
A kaliforniai bíróság bűnösnek találja Whitmant kilenc rendbeli gyilkosság bűntettében, és gázkamra általi halálbüntetéssel sújtja őt. A férfi azt állítja, ő csupán az Úr nevében cselekedett. Két évvel és fellebbezések egész sorával később Whitmanen végül végrehajtják az ítéletet, és kivégzik a férfit. Azonban közvetlenül ezután egy FBI-ügynök, Norwood (Stephen Caffrey) ellopja a holttestet. Feltámasztja Whitmant, majd elektrosokkal kitörli a memóriáját, hogy egy, a kormány számára dolgozó, precíz pontossággal végrehajtó bérgyilkost faragjon belőle. Az eljárásba hiba csúszott és a férfi átprogramozása nem sikerült. A gyilkos kereket old, majd San Diegóba utazik, ahol egy irattárban megtalálja azokat a dokumentumokat, amelyek a tárgyalásáról készültek – beleértve az esküdtek névsorát. Whitman megszerzi a névsort, majd kíméletlen bosszúhadjáratba kezd az esküdtek és mindazok ellen, akik a halálba juttatták. Első áldozatává egy nyugalmazott szerszámfestő, Edward L. Ackers válik.
Mindeközben Morell újfent találkozik ex-feleségével, Charlotte-Hart Morellel (Gladys Jimenez), akivel megbeszélnek egy esti vacsorát. A nyomozó új társat kap, Monica Ricci (Sharisse Baker) személyében, majd közvetlenül ezután Barnett kapitány (David Groh) riasztja őket. A helyszínen megtalálják Ackers holttestét a plafonra kötözve, kibelezve. A test egy megölt szent pózában van elhelyezve (Szent Elmo, aki a tengerészek védőszentje, a beleit pedig egy horgonycsörlőre tekerték). Morell Ackers torkában egy papírt talál, amely Pál 1. levelének 15.21. versét tartalmazza.
Whitman, aki Jonathan Solzmannek, a San Diego Tribune riporterének kiadva magát, egy interjú ürügyével behatol az esküdtek egy újabb tagjának, Sandra Carlow-nak (Leslie Harter Zemenckis) lakásába, majd egy késsel rátámad, és végül megöli. Ám ekkor megérkezik Sandra férje, így ő is Whitman áldozatává válik.
A nyomozók próbálnak szemtanút találni, ám semmire sem jutnak. A Carlow-gyilkosságok helyszínén Sandra szájában egy újabb idézetet találnak (János, 20:9). Egy hátrahagyott, rejtett papírból rájönnek, hogy a két áldozat a Whitman-per esküdtjeihez tartoztak. Morell rájön, hogy a tettes az esküdtekre vadászik, és a Sandra Carlow által hagyott utolsó üzenet azt a gyanút ébreszti a nyomozóban, hogy nem egy utánzó gyilkossal van dolguk, hanem az elkövető maga John Matthew Whitman. Átvilágítva Whitman családtagjait, kiderül, hogy egyetlen élő rokona az öccse, Noah. A detektívek úgy gondolják, Noah a tettes, így elindulnak a férfi után, aki azonban fegyvert ragad és menekülni kezd. Végül halálosan megsérül, és a nyomozók a lakókocsiját látva rájönnek, hogy nem ő az elkövető.
Másnap kora reggel újabb gyilkosságról szereznek tudomást: a negyedik áldozat Henry Dang (Simon Rhee), akinek a gyilkos az arcát csonkította meg. Az újabb idézettel Morell rájön, hogy a tettes üzenni akar valamit, ezért a központi irattár anyagát átvizsgálják, és kiderül, hogy a Whitman-per anyagából ellopták az esküdtek listáját. Barnett kapitány azonban úgy véli, hogy csupán egy utánzóval van dolguk, és nem hisz a nyomozóinak. Papírmunkát javasol Morellnek, aki azonban (Riccivel együtt) nem hajlandó lemondani az ügyről. Ahogy megfigyelés alá vonják a listán szereplő egyik esküdtet, felbukkan Norwood is. Sikerül rábírniuk az ügynököt, hogy elmondja, amit tud (bár az ügynök azt hazudja, hogy a tettest Stephen Loyd Smidtnek hívják, és egy elmeháborodott ex-CIA-ügynökről van szó, aki azért másolja Whitmant, mert a sorozatgyilkosok rajongója). Morell azonban gyanakszik Norwoodra, de nem tehetnek semmit.
Kiderítik, hogy a következő áldozat az ügyben eljáró bíró, Paul Gant lesz. Ám ezúttal is elkésnek: Whitman egy bárban találja célpontját, akit magával csal, majd egy mellékutcában kegyetlenül meggyilkol. A két nyomozó megtalálja, majd üldözőbe veszi a gyilkost, aki azonban elkapja és megöli Riccit, megsebesíti Morellt, majd kereket old.
Amikor Morell számára világossá válik, hogy Norwoodnak köze lehet az elkövetőhöz (akiről ekkorra már gyanítja, hogy nem lehet más, mint Whitman, amit számos gyanújel igazolni látszik), jelentést tesz a főnökének, de az nem figyel rá, és felfüggeszti. Hazaérve Morell átvizsgálja a névsort, és megtudja, hogy Whitman következő áldozata Charlotte lesz, ám rá kell jönnie, hogy Whitman elkapta a nőt. Norwood rajtaüt az indulni készülő nyomozón, akivel dulakodásba keveredik, aminek végére súlyosan megsérül. A végső nyomás hatására végül elmondja az igazat, hogy Smidt valójában Whitman, akit bérgyilkossá akartak tenni, de rosszul sült el a folyamat.
Morell elindul Charlotte házához, ám nem találja ott a nőt. Ekkor éri egy telefonhívás: a vonalban maga Whitman szólal meg. Don tudja, hogy a sorozatgyilkos elrabolta Charlotte-ot, majd a Whitman által megadott idézet (Lukács, 15:11) alapján rájön, hol tartja őt fogva.
Morell végül rátalál Whitmanre, annak városon kívüli házában. Whitman lefegyverezi a nyomozót, aki megpróbál beszélni a férfival. Whitman elmondja, hogy az áldozatai nem csupán a bosszú eszközei voltak saját kivégzésének megbosszulásában, hanem azért kellett meghalniuk, mert akadályozták a küldetését. Morell azzal kezd érvelni, hogy Whitman azonban tudat alatt azért gyilkolt, mert gyűlölte az apját, aki verte az édesanyját, és fajtalankodott vele, amikor kisfiú volt. Whitman képtelen elfogadni ezt, és megsebesíti a nyomozót. Már épp megölné, amikor Charlotte-nak sikerül kiszabadítania magát, és elterelnie a figyelmét. Ezzel lehetőséget adva Donnak, akinek sikerül halálosan megsebesítenie a sorozatgyilkost, aki végül ismét a másvilágra kerül – ám, biztos ami biztos alapon, még számos lövést lead rá, hogy többé ne térjen vissza a halálból.

## Szereplők
| Szerep                                    | Színész           | Magyar hang     |
| ----------------------------------------- | ----------------- | --------------- |
| Don Morell nyomozó                        | Mario Van Peebles | Kálid Artúr     |
| John Matthew Whitman / Stephen Loyd Smidt | James Remar       | Szakácsi Sándor |
| Monica Ricci őrmester                     | Sharisse Baker    | Götz Anna       |
| Charlotte Hart-Morell                     | Gladys Jimenez    | Németh Borbála  |
| Barnett kapitány                          | David Groth       | Kristóf Tibor   |
| Az ál-Norwood ügynök                      | Stephen Caffrey   | Epres Attila    |